# 最後のマイ・ウェイ
『最後のマイ・ウェイ』（さいごのマイウェイ、Cloclo）は2012年のフランスの伝記映画。
監督はフローラン・エミリオ・シリ、出演はジェレミー・レニエとブノワ・マジメルなど。
フランク・シナトラの代表曲の1つ「マイ・ウェイ」の共作者であり、1960年代から1970年代のフランスで絶大な人気を誇ったポップスターだったクロード・フランソワの39年の生涯を描いている。原題の「Cloclo（クロクロ）」はクロード・フランソワの愛称である。
第38回セザール賞で主演男優賞（ジェレミー・レニエ）や助演男優賞（ブノワ・マジメル）をはじめとする5部門にノミネートされ、音響賞を受賞している。

## ストーリー
1956年スエズ運河のエジプト国有化以後のスエズ危機により一家が国外へ追い出される少年期から、生涯を終えるまでが描かれている。

## キャスト
※括弧内は日本語吹替
- クロード・フランソワ: ジェレミー・レニエ（土田大）
- ポール・ルデルマン（フランス語版）: ブノワ・マジメル（鈴木幸二） - クロードのマネージャ。
- ショウファ・フランソワ: モニカ・スカッティーニ（久保田民絵） - クロードの母。イタリア人。
- ジョゼット・フランソワ: サブリナ・セヴク（遠藤さやか） - クロードの姉。
- イザベル・フォレ: アナ・ジラルド（宮下典子） - クロードの妻。2人の息子の母。
- ジャネット・ヴーラコット（フランス語版）: モード・ジュレ - クロードの最初の妻。
- エメ・フランソワ: マルク・バルベ - クロードの父。
- フランス・ギャル: ジョセフィーヌ・ジャピ（小野愛美） - アイドル歌手。クロードの恋人。
- フランク・シナトラ: ロバート・ネッパー - 世界的スター歌手。

## 作品の評価
アロシネによれば、フランスの25のメディアによる評価の平均点は5点満点中3.6点となっている。
Rotten Tomatoesによれば、6件の評論のうち高評価は83%にあたる5件で、平均点は10点満点中6点となっている。